# Балтус
Балтазар Клосовски (де Рола) (фр. Balthasar Kłossowski (de Rola), звани „Балтус” (фр. Balthus), рођен је у Паризу, 29. фебруара 1908, умро је у Росињеру, Швајцарска, 18. фебруара 2001. Био је француски сликар симболизма, пољског порекла. Брат му је писац Пјер Клосовски.

## Биографија
„Најбоље је почети овако: Балтус је сликар о коме се ништа не зна. А сада погледајмо слике”, овај лаконски одговор је сликар упутио галерији Тејт, која му је затражила да пошаље неколико редова о своме животу, којима би допунили изложбу његових дела.
Овај „Краљ мачака” (фр. Roi des chats) – што је назив једног његовог аутопортрета – увек је настојао да себе обавије велом мистерије, чиме је сачувао доста детаља о својој личности и делу од погледа јавности.
Од рођења био је повучен и дискретан, а и сам тај датум, 29. фебруар, чини део легенде о Балтусу. Отац му је био Пољак, Ерих Клосовски, историчар уметности, сликар и сценограф, а мајка Рускиња, Баладина Клосовска (мада су обоје били пруски држављани). Балтус је рођен у Паризу, али је његова породица избегла у Швајцарску током Првог светског рата. Његови родитељи су се раставили мало касније и Балтус је провео своје детињство у близини Женеве, поред своје мајке и њеног љубавника Рилкеа.
Баладина је упознала песника Рилкеа 1919, када је Балтазару било тек једанаест година. Под његовим утицајем објавио је прву збирку цртежа, Мицу (фр. Mitsou). Ову књигу потписао је надимком Балтус фр. Baltusz, како су га тада називали, и који је претворио најпре у фр. Baltus, а затим у фр. Balthus. Током младости упознаје многе мајчине пријатеље који јој долазе у посету, као што су: Андре Жид, Пјер Бонар, Морис Дени...
Године 1924. отишао је у Париз са мајком и сестром, где су га Бонар и Вламнк учили сликању. На почетку је копирао слике из Лувра. Две године касније отишао је у Италију да проучава ренесансне сликаре, посебно су га занимали Пјеро дела Франческа и његове фреске у Арецу и Мазачове фреске у Фиренци.
Године 1929. по први пут излаже у Цириху, али без много успеха.
Балтус се доселио у Париз 1933. године. Ступио је у контакт са надреалистима, али се није осећао посебно блиским са идејама Андреа Бретона.
Године 1934. изложио је прву серију слика које представљају девојчице у двосмисленим позама. Управо је ово тема по којој је познат.
Балтус и Антоанета де Ватевил (1912—1997) венчали су се 1937. Она му је позирала на неколико слика, нпр: „Тоалета” (фр. La Toilette) и „Девојчица у костиму амазонке” (фр. Jeune fille en costume d’amazone).
На почетку Другог светског рата Балтус је мобилисан у Алзасу, али је убрзо и демобилисан из непознатих разлога. Затим је живео у Шампровану у Савоји, па у Фрибуру, где су му се родила два сина, и у Колоњију близу Женеве. Тамо је завршио слику „Добри дани” (фр. Les beaux jours), 1946. године. Исте године он и његова жена су се раставили и она се враћа у Париз.
Радио је сценографију и костиме за једну представу Албера Камија, „Опсадно стање”, и насликао „Собу” (фр. La Chambre. Следи сценофрафија за Моцартову оперу Тако чине све године 1950.
Балтус је напустио Париз 1953. године да би отишао у Шаси у Бургоњи, где је провео осам година. Тамо је довршио „Собу” и „Пасаж трговине Сент-Андре” (фр. Le Passage de Commerce-Saint-André). Урадио је и неколико пејзажа који осликавају призор виђен са његовог прозора. Понашао се као денди и феудални аристократа, како је себе називао, иако није припадао племству.
Андре Малро именовао је Балтуса, 1961. за директора Француске Академије у Риму, у Вили Медичи. Тамо долази и једна млада студенткиња из Јапана, у коју је био заљубљен Сецуко Идата. Она му је позирала за неколико слика, нпр: „Турска соба” (фр. La Chambre turque). Њих двоје су се венчали 1967. приликом једног путовања у Јапан.
Када је једном 1977. попио чај у Великој колиби у Росињеру, у Швајцарског, заљубио се у ово место и купио га. До краја живота живео је тамо са својом женом и кћерком Харуми. Његова платна учествовала су у бројним изложбама широм света, и због њих је добијао похвале и штампе и критичара.
- Балтус је био председник Љубитеља Курбеа од 1992. до 1998.
- Кинеска списатељица Шан Са, је свој први роман, „Врата небеског мира” фр. Porte de la paix céleste, написала док је радила као Балтусова сектретарица, у Швајцарској.

## Дело
Његов опус је релативно мали, броји само око три стотине слика, које већином нису датиране. Балтус је опрезан сликар, поједине слике је радио по неколико година уз бројне припремне студије.
Остао је познат по сликама младих девојака и девојчица, најчешће у двосмисленим позама, у којима се игра идејом невиности која се губи у адолесценцији. 
Остаје симболичар у времену у коме влада апстрактност.
Неке слике
„Час гитаре” фр. La Leçon de guitare (1934), је несумњиво његово најчувеније дело, оно изазива снажне спорове, јер је представа једне сексуално експлицитне сцене. 
„Ја девојчице посматрам као симбол. Никада не бих могао да насликам жену. Лепота девојчица је занимљивија. Девојчица представља будућност, биће које ће претворити у савршену лепоту. Жена је већ пронашла своје место у свету, а девојчица није. Тело жене је већ потпуно. Мистерија је ишчезла.”
- „Улица” фр. La rue (1933)
- „Кетина тоалета” фр. La toilette de Cathy (1933)
- „Алиса у огледалу” фр. Alice dans le miroir (1933)
- „Касарна” фр. La Caserne (1933)
- „Краљ мачака” фр. Le roi des chats (1935)
- „Уснула Тереза” фр. Thérèse rêvant (1938)
- „Пејзаж Шампрована” фр. Paysage de Champrovent (1941—1943)

## Филмографија
„Балтус са друге стране огледала” фр. Balthus de l’autre côté du miroir (1996), Дамјана Петигруа, дугометражни документарац у продукцији Оливјеа Гала и Планете (из Француске). Филм је неколико пута награђиван, а говори највише о сликаревом раду. Сниман је у Швајцарској, Италији, и Енглеској (у мрачним деловима Јоркшира).